# Casa dos Frades (Cuiabá)
O Casa dos Frades, Residência dos Frades Franciscanos ou Casa de Marechal Deodoro é um bem tombado localizado no município de Cuiabá, no Mato Grosso. Fica situado exatamente na Rua Cândido Mariano, Largo da Boa Morte, Centro.
O imóvel tem enorme significado histórico e valor cultural. A casa tem registrada em sua estrutura as técnicas e materiais de construção usados em Cuiabá na época, que não permitiam um grande apuro arquitetônico. Também marca o período de declínio da produção aurífera.
No ano de 1888, o local foi cenário do casamento de Marechal Deodoro da Fonseca, 1.º Presidente do Brasil, e Mariana Cecília de Souza Meireles, 1.ª Primeira-dama do Brasil.
Em 1940, Vicente Fortunato e sua esposa Clarinda de Matos Fortunato venderam a casa para Aquino Correia que nela instalou os franciscanos. Em 1962 a posse do imóvel foi transferida para a Missão Franciscana da 1ª Ordem de São Francisco do Estado de Mato Grosso, que continua detendo a posso até a atualidade.
A casa foi tombada em 1987 através da portaria n.º 77/87 publicada n Diário Oficial em 4 de novembro daquele ano.